# Сент-Майклз-Маунт
Сент-Майклз-Маунт (англ. St Michael’s Mount — гора святого Михайла) — острів та місце колишнього монастиря у Корнуоллі (Англія). Місцевою — корнською мовою, назва острова звучить як Karrek Loos yn Koos, що перекладається як «Сіра скеля в лісі».

## Опис та особливості розташування
Сент-Майклз-Маунт знаменитий тим, що розташований тут монастир повністю займає невеликий неприступний острів, потрапити на який можливо тільки під час відливу, пройшовши по спеціально прокладеній дном затоки доріжці, вимощеній каменем.
Монастир був заснований на даному острові ченцями-бенедиктинцями в XII столітті.
Острів являє собою скелю зі сланців та граніту, яка виступає з моря на відстані 366 метрів від суходолу в затоці Маунт-Бей, поблизу корнуельського узбережжя Англії за 5 кілометрів на схід від міста Пензанс.

## Спадковий титул
Спадковий титул в системі перства Сполученого Королівства — баронета Сент-Обіна з Сент-Майклз-Маунта у графстві Корнуолл (баронетство Сполученого Королівства) — був створений 31 липня 1866 року для батька першого барона Сент-Левана, Едварда Сент-Обіна.

## Галерея

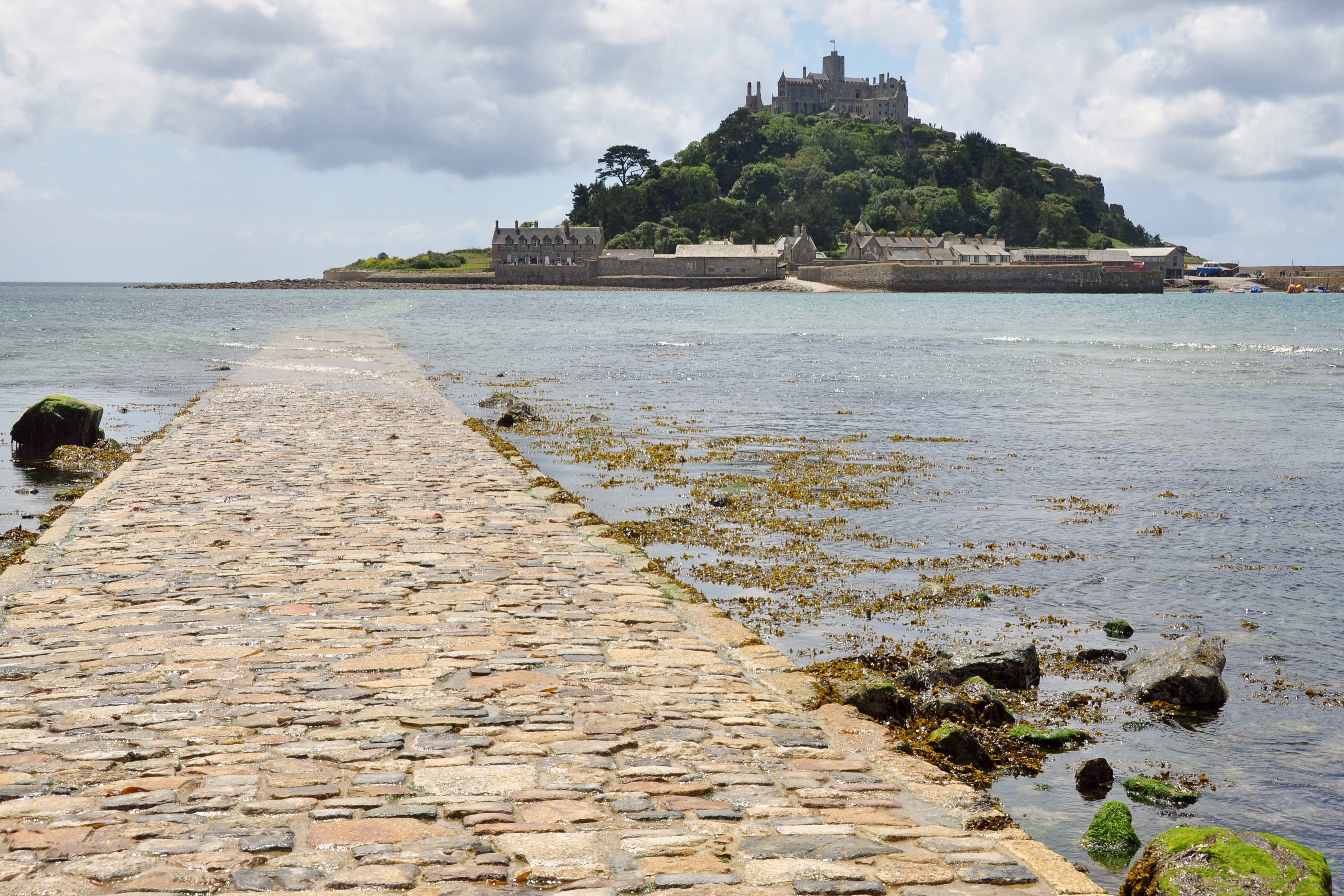
Доріжка з каменю, по якій можна потрапити на острів тільки під час відливу
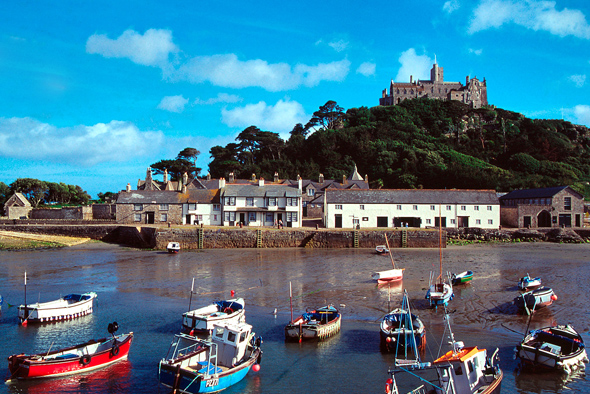
Сент-Майклз-Маунт, Корнуолл, 2005